# 霧氷酒造

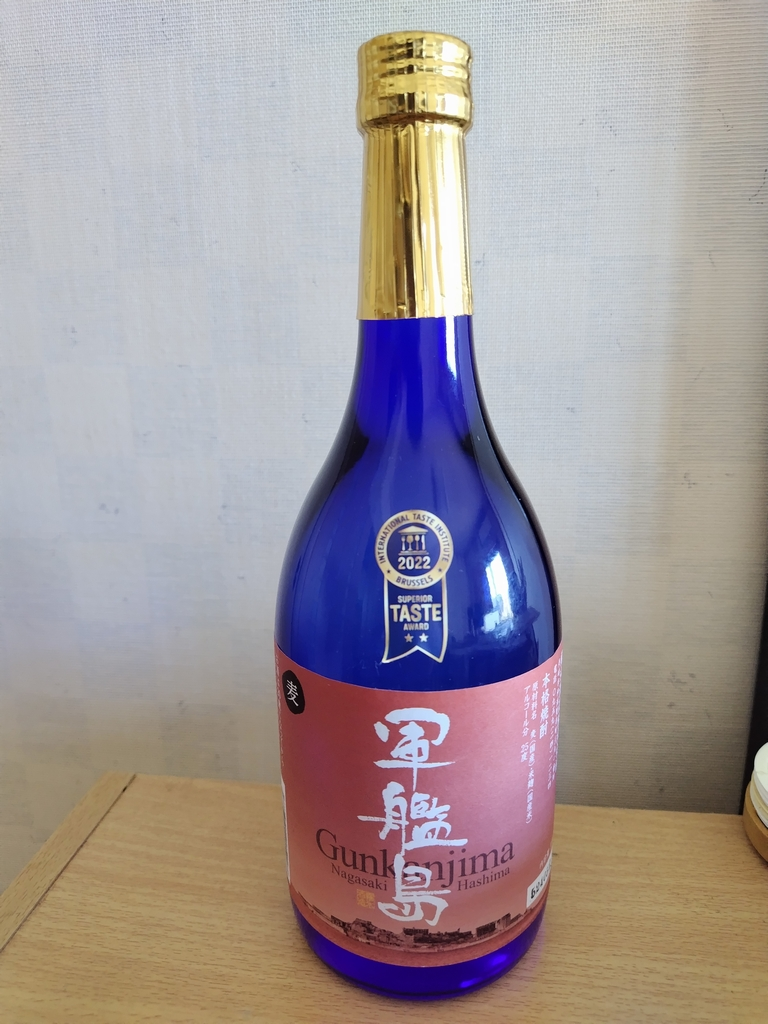
麦焼酎「軍艦島」

霧氷酒造（むひょうしゅぞう）は、長崎県長崎市に所在する酒造会社。2025年現在、長崎市で唯一の酒蔵である。

## 沿革
創業は明治末期で、島原市で焼酎の醸造をおこなってきたが、1991年5月に発生した雲仙普賢岳の土石流災害の被害を受け、工場や社屋を失う。被災時の社長が死去したこともあり、島原での再建を断念。芋焼酎の原料であるサツマイモの産地に近い長崎市の外海地区に移転先を求め、同地区の神浦夏井町に新たな醸造所を建設。2010年9月に延床面積800m2の新工場が竣工し、同年11月より焼酎の醸造を再開した。県内では壱岐島での壱岐焼酎の生産が盛んであるが、長崎市内には長らく酒造場がなく、市内で酒造りが復活するのは35年ぶりであった。

## 製品
地元の契約農家や鹿児島県で生産された「黄金千貫」を使用した芋焼酎、諫早市産二条大麦「ニシノホシ」を使用した麦焼酎を醸造。長崎市の炭鉱の遺構である「軍艦島」の名を冠した芋・麦焼酎も販売している。
焼酎のほか、長崎市の土井首地区と外海地区のみに自生する柑橘の「ゆうこう」を使用したリキュールも製造する。